# Petro Słobodian
Petro Petrowycz Słobodian (ukr. Петро Петрович Слободян, ros. Пётр Петрович Слободян, Piotr Pietrowicz Słobodian; ur. 2 lipca 1953 we wsi Szeparówce, w obwodzie stanisławowskim, ZSRR, obecnie Ukraina, zm. 15 grudnia 2020) – ukraiński piłkarz, grający na pozycji napastnika, były reprezentant Związku Radzieckiego, trener piłkarski.

## Kariera piłkarska

### Kariera klubowa
Wychowanek szkoły piłkarskiej w Kołomyi (od 1964). W 1970 zadebiutował w trzecioligowym zespole Awanhard Tarnopol. W latach 1972–1974 już występował w pierwszoligowej drużynie Dnipro Dniepropietrowsk. W 1975 przeszedł do Dynama Kijów. Z nim też odnosił największe sukcesy: Mistrzostwo ZSRR w 1975 i 1977 oraz Superpuchar Europy w 1975. W 1977 otrzymał ciężką kontuzję. Osiem miesięcy leczył się. Potem wrócił na boisko ale już nie mógł występować na poprzednim poziomie. W 1980 przeszedł do klubu Lokomotiw Moskwa ze względu na to, że było blisko do kliniki im. Mironowa, w której dalej leczył nogę. W 27 lat był zmuszony ukończyć karierę piłkarską.

### Kariera reprezentacyjna
28 listopada 1976 debiutował w radzieckiej reprezentacji w spotkaniu towarzyskim z reprezentacją Argentyny. Drugi i ostatni mecz w reprezentacji rozegrał w następnym meczu towarzyskim 1 grudnia 1976 przeciwko reprezentacji Brazylii. Zdobył złoty medal młodzieżowych mistrzostw Europy w 1976, rozgrywanych na Węgrzech.

## Kariera trenerska
Po zakończeniu kariery zawodniczej do 1998 pracował jako wykładowca katedry wychowania fizycznego na Kijowskim Uniwersytecie Narodowym im. Tarasa Szewczenki. W międzyczasie występował w drużynie weteranów Dynama Kijów, a potem był na czele. W latach 2002–2004 oraz 2006–2008 trenował klub Obołoń Kijów.

## Sukcesy i odznaczenia

### Odznaczenia
- tytuł Mistrza Sportu ZSRR: 1974
- tytuł Mistrza Sportu Klasy Międzynarodowej: 1976
- Medal "Za pracę i zwycięstwo": 2004[2]